# Psychovzorec
Psychovzorec je ochranná známka českého psychologa Davida Grubera označující popis lidského jednání formulovaný jako matematický vzorec. David Gruber psychovzorce využívá ve svých vzdělávacích aktivitách v oblasti měkkých dovedností a „technik duševní práce“. Pojem psychovzorec však neobsahuje Hartlův psychologický slovník a vyhledávač registru vysokoškolských kvalifikačních prací Theses.cz v září 2012 nenašel ve své databázi prací žádný výskyt tohoto slova, nejde tedy o pojem běžný ve vědě.

## Historie
Autorem psychovzorců je Ing. David Gruber. V 80. letech 20. století seznámil širší veřejnost s technikami rychlého čtení, poprvé v příloze časopisu Mladý svět č. 52/1985, která nesla název „Cukání aneb rychlé čtení“.  V jeho článcích z této doby jsou již zmíněny dovednosti a techniky, v nichž se psychovzorce uplatňují (např. racionální studium cizích jazyků, cvičení koncentrace, boj proti trémě, paměťové dovednosti), souhrnně pod pojem „techniky duševní práce“.   . Dnes pojem psychovzorce již používá v celé řadě svých publikací, kurzů a vystoupení. V ohlasech na Gruberův kurz z roku 1991 zmiňuje jeden z účastníků „vzorec koncentrace“ s dovětkem „moc této univerzální kostry je pro mne šokující“ . Psychovzorce tak byly patrně používány od počátků lektorské a publikační dráhy Davida Grubera, i když ještě neměly svůj ustálený název, případně byly uváděny bez přívlastku „psychovzorec“ (např. „Psychická teorie relativity“ místo „Psychovzorec psychické teorie relativity“).
Ochranná známka slovní ® pro slovo „psychovzorce“ pro oblast vzdělávacích služeb, poradenství, vzdělávacích pomůcek (knih, magnetofonových kazet, počítačových kurzů) apod. byla podána u Úřadu průmyslového vlastnictví v říjnu roku 1996 a udělena Davidu Gruberovi. . 

## Popularizace psychovzorců
Hromadně se s psychovzorci mohla česká veřejnost seznámit v desetidílném televizním vzdělávacím seriálu „Kurs rychlého čtení“ (vyrobila Československá televize 1986)  a v řadě článků v časopisech Československá televize, Květy, ve slovenském časopise Svet. 
Psychovzorec profesionální koncentrace rozsáhle cituje Petr Pacovský ve své knize o time managementu 4. generace . Psychovzorec profesionální koncentrace je citován v knize Ivo Tomana „Tajemství vnitřní mluvy – úspěšná sebemanipulace“ .
Psychovzorec emočního managmentu nabízí ve svých kurzech vedených různými lektory také vzdělávací agentura IIR.

## Seznam psychovzorců
Seznam psychovzorců se v průběhu let dále vyvíjel. Nejucelenější seznam je uveden v publikaci D. Grubera „Zlatá kniha komunikace“. V prvním vydání z roku 2005 je uvedeno 10 psychovzorců, ve druhém vydání Zlaté knihy komunikace (r. 2007) je uvedeno 15 psychovzorců, ve třetím, čtvrtém i pátém vydání Zlaté knihy komunikace (r. 2009, 2010, 2012) je jich uvedeno 16. 
1. Psychovzorec koncentrace
2. Psychovzorec opozice podvědomí
3. Psychovzorec psychické teorie relativity
4. Psychovzorec emočního managementu
5. Psychovzorec „dávný lovec a strážkyně ohně“
6. Psychovzorec 2H<<20L
7. Psychovzorec "největší dobro a nejmenší zlo"
8. Psychovzorec "seberealizace a vazby"
9. Psychovzorec lidského zkreslování
10. Psychovzorec "věci se dějí z příčin"
11. Psychovzorec vyrovnání porušené míry
12. Psychovzorec zjišťovací a zpětně poznávací paměti
13. Psychovzorec TŘA - "tenisové řazení argumentů"
14. Psychovzorec SSSo - "správě směrované sobectví"
15. Psychovzorec D - "psychovzorec druhého"
16. Psychovzorec zachování hodnoty a energie

### Témata aplikace psychovzorců
David Gruber se pokouší psychovzorce aplikovat na mnoho oblastí lidského života: na duševní pochody, prožívání, jednání a mezilidské interakce. Příkladem vztahů, které vysvětluje psychovzorci, jsou například:
- psychická koncentrace a dotahování vytyčených osobních plánů do úspěšného konce,
- věčné začátečnictví v angličtině,
- překonávání problému „ne dost pevné vůle“, [ujasnit]
- zvládání konfliktu s obtížným osobami, které chtějí mít za každou cenu poslední slovo,
- motivování pracovníků jejich nadřízenými (tj. manažerských měkkých dovedností),
- úspěšná komunikace v partnerských vztazích,
- zvládání trémy, nervozity, ostychu, překonávání vnitřních psychických bariér při nutnosti podat co nejlepší výkon v náročných komunikačních situacích,
- psychologie marketingu, reklamy, PR, působení masmédií,

a dalších oblastí komunikace, práce s informacemi a emocí.

### Příklad – Psychovzorec profesionální koncentrace
Podle D. Grubera koncentrace stojí na šesti pilířích (veličinách, psychologických proměnných), mezi nimiž empiricky platí následující vztah: 
K = ( |Z+| + |Z-| ) * (N + V) * PP * ZAB
Označení jednotlivých proměnných odpovídá:
- kladnému zájmu Z+ (zjednodušeně můžeme ztotožnit s kladnými emocemi). Kladný zájem je míra našeho nadšení, zápalu pro věc. Je dána vrozenými dispozicemi, prostředím, výchovou apod. Je to snaha přiblížit se něčemu příjemnému.
- zápornému zájmu Z- (zjednodušeně můžeme ztotožnit se zápornými emocemi). Záporný zájem je míra našeho motivujícího strachu, vzteku, nenávisti a třeba i závisti. Jsou záporné zájmy aktivizující i ochromující. Pro jednoduchost zde máme na mysli první druh, aktivizující Z-. Je to snaha vzdálit se něčemu nepříjemnému.
- návyku N (zvyku, rutině, stereotypu, jakékoliv „zaběhanosti“ včetně návyků vzdělanostních. Návyk je míra podvědomého zautomatizování. Velmi dobře jsme navyklí třeba chodit nebo psát. Proto jsme v těchto činnostech (oproti dětem vychovávaným v pralese zvířaty) nedostižnými mistry. Nesmírně složitou svalovou souhru při chůzi, psaní apod. vykonáváme lehce, bez námahy, bez registrace pohybů všech stovek svalů.
- vůli V (čistému vnitřnímu „sebezatětí“ doprovázenému vnitřním příkazem „musíš!“). Vůle je množství vynaložené vůle, Jen pomocí vzepětí vůle jsme schopni vykonávat něco, na co nejsme vůbec navyklí. A to ještě v omezené kvalitě a i jinak v omezené míře.
- přízni vnějších podmínek PP (místo, čas a další objektivní neovlivnitelné okolnosti).
- zabezpečení ZAB (pracovní pomůcky, předměty, prostředky, metody, nástroje, přístroje a další subjektivně ovlivnitelné okolnosti).[24][25]